# Fredegunda
Fredegunda (en latín: Fredegundis; francés: Frédégonde; Montdidier, Picardía, 543-París, 597) fue reina franca de Neustria. Tercera mujer de Chilperico I, conspiró contra sus predecesoras Audovera y Galsuinda. Su vida transcurrió entre una serie de asesinatos y guerras contra la reina Brunegilda, hermana de Galsuinda. 

## Orígenes
Fredegunda era una bella joven franca de origen humilde, que se inició como servidora de palacio al servicio de Audovera, primera mujer de Chilperico I de Neustria, Fredegunda logró inspirar una intensa pasión en el rey y convertirse en su concubina.
En el año 566, Chilperico decide repudiar a su esposa Audovera, con quien había tenido 6 hijos, por razones esencialmente políticas —para emular el matrimonio de su medio hermano Sigeberto I con Brunegilda, hija del rey de los visigodos Atanagildo— para casarse después con la princesa visigoda Galsuinda —también conocida como Galesvinta—, hermana de Brunegilda quien aportaría grandes riquezas al reino. Para llevar a cabo el matrimonio Chilperico I repudió a Audovera, quien quedó confinada a un convento.
Algunas fuentes señalan que, aprovechando la simplicidad de Audovera y encontrándose el rey ausente, Fredegunda la habría inducido, tras una hábil treta y contando con la complicidad del clérigo oficiante, a actuar como madrina de bautismo de su propia hija, lo cual habría provocado que el rey la repudiara a su regreso. Muy probablemente se trata de una fábula, ya que en ese tiempo dicha práctica no estaba contemplada como incesto. 
No obstande, Fredegunda que continuaba siendo la amante real no estaba dispuesta a ser relegada. El matrimonio de Chilperico I con Galsuinda no fue feliz. Galsuinda irritaba al rey reprochándole sus continuos adulterios con sus concubinas y se manifestaba deseosa de regresar a Hispania aun dejando a Chilperico I en posesión de la dote que ella había aportado, con tal que la dejara partir. 
Una mañana del año 568, la reina Galsuinda fue hallada estrangulada en su lecho; según cita Gregorio de Tours, «el rey lloró amargamente su muerte y a los pocos días se casó con Fredegunda». 
Todas las sospechas en cuanto a quién instigó el crimen apuntaron a Chilperico y Fredegunda.

## Reina de Neustria

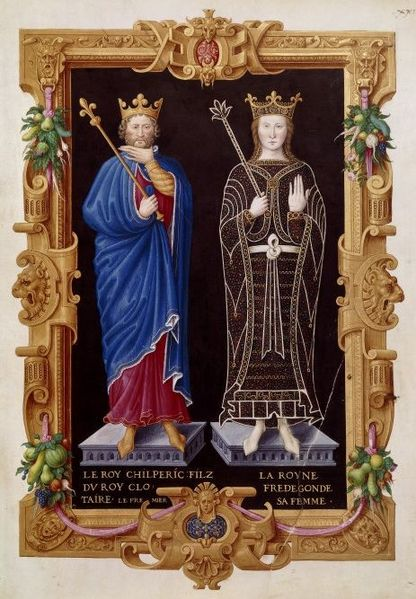
El rey Chilperico I y la reina Fredegunda.

Los parientes de la reina asesinada se propusieron vengar su muerte, en especial Brunegilda, esposa de Sigeberto I de Austrasia, hermano de Chilperico. Cabe destacar que en la temprana Edad Media y de acuerdo con las costumbres francas, los parientes estaban moralmente obligados a vengar este tipo de ofensas. Pero un asesinato se podía redimir con el pago de una pena económica que se llamaba compensación y podía abonarse en especie. Sigeberto exigió a Chilperico que entregara a Brunegilda, como compensación por la muerte de su hermana, las ciudades que Galsuinda había recibido como presente de bodas: Burdeos, Limoges, Cahors, Béarn y Bigorre. Chilperico simuló aceptar al principio —por mediación del rey Gontrán I de Borgoña, hermano de ambos— pero luego envió tropas para recuperarlas. 
Sigeberto respondió invadiendo Neustria, con tanto éxito que Chilperico tuvo que encerrarse en Tournai. Brunegilda instigó a su esposo a que destronara a Chilperico, cosa que estuvo a un paso de lograr, ya que ante el arrollador éxito militar de Sigeberto, muchos terratenientes y guerreros de Neustria estaban dispuestos a aceptarlo como rey. Entonces, cuando todo parecía perdido para su causa y la de Chilperico, Fredegunda envió dos asesinos que se hicieron pasar por nobles neustrianos que venían a sumarse a la causa de Sigeberto pero que, cuando lo tuvieron a su alcance, lo atacaron con puñales envenenados, asesinándolo en la ciudad de Vitry sur la Scarpe (575). De no haber sido asesinado Sigeberto, sin duda los días de Chilperico y Fredegunda estaban contados. Pero los guerreros austrasianos, al morir su rey dejando como heredero a un niño de tan solo 5 años, se retiraron y la situación dio un vuelco completo. Chilperico salió de su encierro en Tournai, retomó la iniciativa y capturó a Brunegilda, quien a la sazón se encontraba en París con los cofres de su tesoro —tan confiados habían estado ella y Sigeberto de obtener una completa victoria—. La encarceló en un convento en Ruan. 
Brunegilda logró escapar de su comprometida situación casándose con su sobrino Meroveo, hijo del primer matrimonio de Chilperico y a quien este había confiado el mando de uno de sus ejércitos, que Meroveo desvió hacia Ruan, donde rescató a Brunegilda de su encierro. El obispo de Ruan, Pretextato, quien sentía especial afecto por Meroveo por haber sido bautizado por él, ofició la ceremonia. Es probable que Meroveo haya intuido que a la larga Fredegunda intentaría eliminar a los hijos del primer matrimonio de Chilperico y, por ello, haya buscado una alianza con su tía. Si bien Chilperico, furioso, logró después la anulación del matrimonio por tratarse de tía y sobrino, en el ínterin Brunegilda, luego de varias peripecias que incluyeron un corto tiempo en el que tuvo que refugiarse en la corte de Gontrán I de Borgoña, logró retornar a Austrasia y que se la aceptase como regente durante la minoría de su hijo Teodeberto II, bien que de mala gana por parte de los díscolos terratenientes austrasianos. 
Este incidente sirvió efectivamente a Fredegunda para concretar lo que seguramente Meroveo temía: la eliminación de los hijos que Chilperico había tenido con Audovera, su primera esposa —quien, como se indicó arriba, había sido repudiada y se hallaba retirada en un convento— para allanar el camino al trono a los suyos propios. 
Meroveo fue el primero en caer. Perseguido por su padre por haberse casado con Brunegilda —quien intentó por todos los medios pero no pudo darle asilo en Austrasia por la cerrada negativa de los terratenientes austrasianos—, fue traicionado y cayó en una emboscada. Presuntamente se habría hecho matar por uno de sus guardias por temor a perecer quemado en la estaca. Al menos eso dijo la versión oficial que hizo correr Chilperico I. No obstante, se ha conjeturado que en realidad pudo haber sido asesinado por sicarios al servicio de Fredegunda. Tras la muerte de Meroveo, Chilperico I hizo torturar y ejecutar cruelmente a los tres guardias de corps de Meroveo que lo acompañaron hasta el final, incluyendo al que fue culpado de haberlo matado a su petición. 
En este tiempo Fredegunda se vio afligida por una trágica situación: los hijos que da a luz mueren al corto tiempo víctimas de las tan comunes enfermedades infecciosas de la época —hubo durante estos años en Neustria una epidemia de disentería. Esto es muy grave, pues no logra dar a luz un heredero del trono que sobreviva. 
Su gran aflicción la lleva, primero, a atribuir la desgracia a un castigo divino por la supuesta avaricia que significaba el cobro de impuestos en sus ciudades; entonces, dispone que se quemen los registros fiscales y se den mayores limosnas a las iglesias. Como estos actos de generosidad y piedad cristiana no resultaron suficientes, ya que un nuevo hijo murió a poco de nacer, Fredegunda volvió sus ojos hacia la magia negra como presunta causante de las muertes, lo que le sirvió de pretexto para hacer asesinar a Clodoveo, el último hijo vivo que quedaba del primer matrimonio de Chilperico I —el mismo rey puso a su hijo en manos de Fredegunda, quien con la excusa de trasladarlo de una prisión a otra, lo hizo apuñalar durante el viaje y arrojar su cadáver al Sena— y a la propia Audovera, a quien Fredegunda mandó asesinar en el convento en el que se hallaba. También la pesadumbre de Fredegunda derivó en que varias mujeres de París perecieran en el tormento o quemadas en la estaca como presuntas causantes mágicas de la muerte de los infantes. 
Al fin, en el año 584, Fredegunda dio a luz al futuro Clotario II, quien logrará sobrevivir a la etapa de la infancia. Con ello Fredegunda se da por satisfecha y pone fin a su pionera caza de supuestos hechiceros y brujas.

## Reina madre y regente de Neustria
En el año 584 Chilperico I murió envenenado  a la vuelta de una partida de caza en su villa de Chelles; el asesino pudo escapar.
Algunos piensan que el crimen se realizó por orden de la propia Fredegunda, aparentemente para ocultar una supuesta infidelidad matrimonial de ella con Landry, un señor neustriano a quien luego convirtió en su lugarteniente y mayordomo de palacio. Luego, en esta teoría se relaciona también el hecho de que ella (Fredegunda) ya estaba cansada del rey y su muerte le dejaba libre el camino al trono; otros dicen que fue una venganza por la muerte de Galeswinta, su segunda esposa. Su cuerpo quedó insepulto hasta que su hijo lo hizo trasladar hasta París, donde fue enterrado en la iglesia de San Vicente.  
Seis años después, sometido a tortura por orden de Childeberto II y Brunegilda, el presunto ejecutor material de la muerte de Chilperico I, llamado Sumesegillo, se acusó del crimen pero sin mencionar a Fredegunda ni a Brunegilda. 
Si Sumesegillo hubiera sido en efecto el autor del crimen y lo hubiera cometido por órdenes de Fredegunda, habría actuado como ella esperaría de sus sicarios: eficaz al cometer el asesinato y dispuesto a sufrir los peores tormentos sin delatarla. Pero ni siquiera se puede asegurar que Sumesegillo fuera el autor, dado que la confesión le fue arrancada bajo tortura, procedimiento que era habitual en aquella época para obtener confesiones. 
Obviamente, nada hubiera complacido más a sus torturadores que lograr que Sumesegillo implicara a Fredegunda en el asesinato y nada los hubiera enfurecido más que si mencionaba a Brunegilda. Como Gontrán I de Borgoña quería encontrar a toda costa al asesino de su medio hermano Chilperico I, tal vez Sumesegillo haya sido en realidad inocente del crimen y solo haya pagado el precio de la necesidad de encontrar a un culpable. El asesinato de Chilperico I continúa siendo un misterio que la historia no ha podido resolver. 
Lo cierto es que a la muerte de Chilperico I, Fredegunda pasó por una situación de extremo peligro. Su única garantía de supervivencia era su hijo que tenía solo unos meses de edad, el futuro Clotario II. Ella se refugia en la catedral de París. Childeberto II, rey de Austrasia e hijo de Brunegilda —quien ejercía gran influencia sobre él—, exige que Fredegunda le sea entregada para ajusticiarla por la muerte —entre otras— de su padre Sigeberto I. Pero Fredegunda, apoyada por Landry, Ansoaldo y otros señores neustrianos, negoció hábilmente con Gontrán, rey franco de Borgoña, y obtuvo su protección para ella y su hijo. También tuvo la fortuna de que Gontrán I llegase  a París con su ejército antes que Childeberto II. 
Para desmentir los rumores de que su hijo, el futuro Clotario II, no era en realidad hijo de Chilperico I, Fredegunda logró que 300 obispos y terratenientes neustrianos juraran junto con ella que sí lo era. Tras el juramento, el niño fue reconocido como heredero del trono de Neustria bajo la tutoría de Gontrán y la regencia de Fredegunda. 
Se podría conjeturar que Fredegunda supo utilizar el temor de Gontrán de que Childeberto II de Austrasia se volviera demasiado poderoso si lograba hacerse también con Neustria, para obtener así la protección del rey de Borgoña —de hecho, Gontrán I y Childeberto II estuvieron enfrentados durante un cierto tiempo por la posesión de la ciudad de Marsella— y que, además, supo aprovechar la aversión de muchos de los terratenientes neustrianos a ser gobernados por un rey austrasiano. Por otra parte, una reina como Fredegunda, que había sido tan eficiente en hacer asesinar a tantos personajes importantes, debía inspirar a estas alturas gran temor en una sociedad supersticiosa como era la franca de aquella época; hasta es posible que muchos de sus contemporáneos le hayan tenido por una poderosa bruja. 
Gontrán I parece haber querido jugar un papel de árbitro en su propio provecho, no dejando que alguna de las facciones en pugna se impusiera a la otra, de aquí el rol ambivalente que asume, pues en este momento protege a Fredegunda pero luego firmó el tratado de Andelot que favorece a Teodeberto II y Brunegilda en detrimento de Clotario II, el hijo de Fredegunda. 
Una vez firme en la regencia, Fredegunda envió en varias oportunidades asesinos para que se cobraran la vida de Brunegilda y de Childeberto II, pero fracasaron. 
En una ocasión, Fredegunda mandó a un clérigo a la corte de Austrasia con la misión de ganarse la confianza de Brunegilda y asesinarla. El complot fue descubierto y el fracasado asesino confesó bajo tortura la verdadera índole de su misión. Brunegilda ni siquiera se molestó en hacerlo ejecutar, en cambio, se lo envió de vuelta a Fredegunda, quizás previendo lo que le espera. En pago por su fracaso y delación, Fredegunda le hizo cortar al clérigo las manos y los pies. 

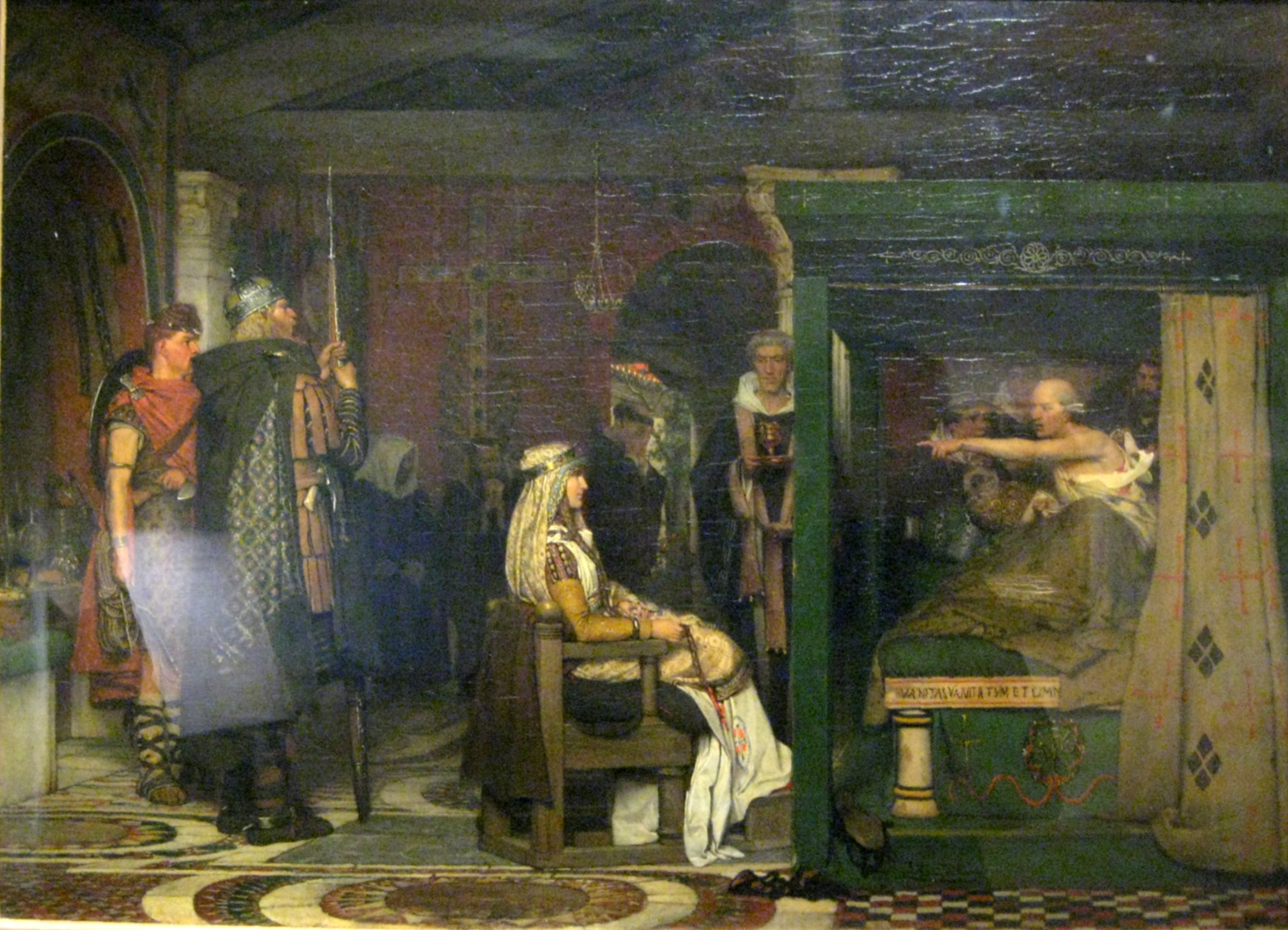
Fredegunda visita a Pretextato en su lecho de muerte, de Lawrence Alma—Tadema.

También se sabe que Fredegunda, ya consolidada en la regencia, ordenó en 586 el asesinato del obispo Pretextato, quien le disgustaba particularmente. Como el obispo —apuñalado en su catedral— había quedado malherido, Fredegunda, simulando gran preocupación y consternación, lo visitó en su lecho de muerte y le envió a sus propios médicos para asegurarse de que no reciba atención. Cuando el obispo, poco antes de morir, le acusa de su muerte y le profetiza el castigo de Dios, ella simplemente no se da por aludida, como si el moribundo se hubiera dirigido a otra persona. Acorralada por Gontrán I, quien quería castigar a toda costa al asesino del obispo, ella misma lo entregó  para que fuera torturado y ejecutado señalando que, a pesar de ser un servidor suyo, había actuado sin su conocimiento.. Con un noble franco que osó reprocharle a Fredegunda en palacio el crimen del obispo, ella procedió de la siguiente forma: lo invitó a comer. Él se excusó alegando que tenía que irse de inmediato. Cuando él se estaba yendo, los servidores de la reina le llevaron una copa de vino mezclado con vinagre y miel y le recordaron que es una ofensa muy grande irse de la casa real sin haber comido o bebido. Puesto en el brete, prevaleció la arraigada costumbre de la hospitalidad, el noble bebió de la copa y, tras ello, apenas alcanzó a subir a su caballo que cayó en agonía y muere. 

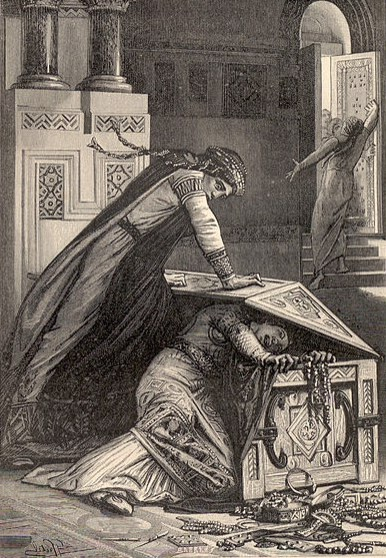
Fredegunda y Rigunta, grabado en acero de Mme de Witt, Vieilles histoires de la patrie, 1887.

También es conocido el episodio que protagonizó Fredegunda con su hija Rigonta, con quien a menudo reñía. En una oportunidad en que Rigonta le reprochó a su madre por lo que considera tacañería para con ella, Fredegunda invitó a su hija a acompañarla a una habitación donde se guardaba un pesado cofre, lo abrió y comenzó a sacar objetos preciosos para regalárselos a Rigonta. Luego le dijo que estaba cansada y que Rigonta sacara ella misma los objetos preciosos con los que quisiera quedarse. Cuando Rigonta se agachó sobre el cofre y comenzó a hacer lo que le ha dicho su madre, Fredegunda dejó caer la pesada tapa del cofre sobre la nuca de su hija, presionando luego la tapa hacia abajo con todas sus fuerzas. Unos sirvientes, que oyeron los gritos de Rigonta, la salvaron. Luego de este incidente las peleas entre madre e hija se hicieron aún más frecuentes, según Gregorio de Tours, debido a los «adulterios de Rigonta». 
Contrariada por las actitudes de Gontrán I, Fredegunda intentó hacerlo asesinar mientras él iba a recibir la comunión durante una misa, pero el asesino fracasó. 
Gontrán I muere de enfermedad en 593 dejando —conforme se había establecido en el tratado de Andelot (año 587)— el reino franco de Borgoña a Teodeberto II de Austrasia. Neustria, por entonces gobernada firmemente por Fredegunda, se ve enfrentada a los otros dos reinos francos juntos. 
En nombre de su hijo Clotario II, Fredegunda logró el apoyo de los señores de Neustria. Los neustrianos derrotaron a los austrasianos cerca de Tournai, en Droissy (593). Fredegunda estuvo presente en esta batalla junto a su hijo. Su lugarteniente Landry mandaba las tropas. 
En 596 Childeberto II de Austrasia, a la edad de 26 años, murió envenenado. Muchos atribuyen este crimen a sicarios al servicio de Fredegunda quien, como se señaló antes, ya había hecho varios intentos fallidos de hacer asesinar al rey. Otros achacan la muerte a la nobleza descontenta de Austrasia, algunos de cuyos representantes —en concreto, los duques Rauching, Ursio y Berthefierd— ya habían fraguado un fracasado complot contra la vida del rey de Austrasia en 587, siendo ejecutados por orden de Brunegilda. También hay quienes intencionadamente le atribuyeron la muerte de Childeberto II a su madre Brunegilda —de hecho es uno de los crímenes que luego le imputará Clotario II en el juicio de Reneve— pero parece muy poco probable que ella fuera la autora. 
En cuanto recibe confirmación de la muerte de Childeberto II, Fredegunda reanuda sorpresivamente la guerra contra Austrasia y Borgoña y las fuerzas de Neustria —comandadas por Landry— obtuvieron una nueva victoria en ese mismo año de 596 en Latofao, batalla en la cual Fredegunda también estuvo presente con su hijo. Este triunfo dejó a Neustria en posesión transitoria de la ciudad de París. 
Fredegunda ejerció la regencia con mucha energía y habilidad. Incluso se permitió imponer nuevos tributos para financiar la guerra con Austrasia.

## Muerte
Poco después de su triunfo en Latofao y a la vuelta de esta expedición —que incluyó el saqueo de la región y la esclavización de muchos de sus habitantes, lo cual era una costumbre de la época—, en el año 597, victoriosa y muy temida por todos, Fredegunda contrajo disentería y murió de esta enfermedad en su palacio de París, dejando a su hijo Clotario II —quien a estas alturas contaba con trece años— como rey de Neustria.

## Cultura popular
El cómic francés "Las sanguinarias" dibujado por Patrick Cothias, el cual pretendía contar su rivalidad con Brunegilda, quedó incompleto tras dos números.